# Smoke (сингл 50 Cent)
«Smoke» — четвертий сингл американського репера 50 Cent з його п'ятого студійного альбому Animal Ambition, виданий 31 березня 2014 р.

## Відеокліп
Прем'єра промо-кліпу: 1 квітня 2014. Режисер: Ейф Рівера. 50 Cent з'являється лише наприкінці відео, у багажнику.

## Чартові позиції
| Чарт (2014)                                   | Найвища позиція |
| --------------------------------------------- | --------------- |
| Австралія (Urban) (ARIA)                      | 36              |
| Велика Британія (The Official Charts Company) | 154             |
| Велика Британія (UK R&B Chart)                | 23              |
| Німеччина (Deutsche Black Charts)             | 1               |
| США (Hot R&B/Hip-Hop Songs) (Billboard)       | 42              |

## Історія виходу
| Країна          | Дата            | Формат              | Лейбл                            |
| --------------- | --------------- | ------------------- | -------------------------------- |
| США             | 31 березня 2014 | Мейнстрим-радіо     | G-Unit Records, Caroline Records |
| Велика Британія | 2 травня 2014   | Сучасне урбан-радіо | G-Unit Records, Caroline Records |